# Eupithecia buysseata
Eupithecia buysseata es una especie de polilla de la familia Geometridae. La especie fue descrita por primera vez por Mironov et al., habiendo sido descrita en 2011, con distribución en China, especialmente descrita en los alrededores de Dêqên a aproximadamente 3000 metros (9842,5 pies) de altitud. Es de color uniformemente marrón con grandes puntos discales negros en las alas anteriores rodeado por salpicones blanquecinos.